# Яцевич, Кирилл Игоревич
Кири́лл И́горевич Яце́вич (род. 9 января 1992, Москва) — российский шоссейный и трековый велогонщик, начиная с 2010 года состоит в национальной сборной России и выступает в гонках континентального тура. В составе таких команд как «Итера-Катюша» и «Вертолёты России» неоднократно становился победителем и призёром всероссийских и международных соревнований. Представляет город Москву, мастер спорта.

## Биография
Кирилл Яцевич родился 9 января 1992 года в Москве. Активно заниматься велоспортом начал в раннем детстве, проходил подготовку в столичной специализированной детско-юношеской спортивной школе олимпийского резерва, тренировался под руководством тренера А. Е. Васина. Состоит в Московском городском физкультурно-спортивном объединении и во всероссийском физкультурно-спортивном обществе «Динамо».
Первого серьёзного успеха в шоссейном велоспорте добился в 2010 году, когда стал чемпионом России среди юниоров в групповой и индивидуальной гонках, после чего завоевал золотую медаль в индивидуальной гонке с раздельным стартом на юниорском чемпионате Европы в Турции. Позже в той же дисциплине представлял страну на чемпионате мира среди юниоров в Италии, но на сей раз расположился в итоговом протоколе лишь на восьмой строке. Помимо этого, одержал победу на Кубке Президента Республики Молдова и занял четвёртое место в юниорской версии знаменитой однодневной гонки «Париж — Рубе».
В 2011 году Яцевич в качестве стажёра присоединился к российской команде континентального тура «Итера-Катюша», наиболее значимые достижения в этот период: занял седьмое место в стартовом командном этапе на «Туре Берлина», закрыл десятку сильнейших на третьем этапе «Тура Жиронда». Одновременно с этим на треке в мэдисоне стал бронзовым призёром взрослого зимнего чемпионата России и серебряным призёром взрослого летнего чемпионата России — совместно с партнёром по команде Кириллом Барановым. Впоследствии в той же дисциплине защищал честь страны на чемпионате мира в Апелдорне, в паре с Александром Хатунцевым показал десятый результат.
Сезон 2012 года Кирилл Яцевич провёл в российской континентальной команде «Вертолёты», позже переименованной в «Вертолёты России», в её составе выиграл стартовый командный этап многодневной гонки первой категории «Тур де Азербайджан», разместившись в итоговой генеральной классификации на второй позиции. На всероссийских первенствах был пятым в гонке-критериуме и в горном туре, полностью проехал «Тур Абхазии», где стал серебряным призёром шестого этапа, пришёл к финишу восьмым в программе однодневной гонки «Трофео Интернационале Бастьянелли» в Италии и девятым в прологе «Ронде ван Оверийссель» в Голландии. Год спустя взял бронзу на «ЗЛМ Туре» в Нидерландах и серебро на «Гран-при Моккабо Бар» в Италии.
В 2014 году вновь вернулся в состав команды «Итера-Катюша», в этом сезоне отметился на гонке «Ля Кот Пикард» во Франции, где занял седьмое место, а также выиграл бронзовую медаль в индивидуальной гонке с раздельным стартом в зачёте молодёжного чемпионата России.